# لويس بلومفيلد
لويس بلومفيلد هو شخصية أعمال ومحامي كندي، ولد في 8 أغسطس 1906 في ويسماونت في كندا، وتوفي في 19 يوليو 1984 في القدس في إسرائيل.